# Rissopsetia altispira
Rissopsetia altispira is een slakkensoort uit de familie van de Pyramidellidae. De wetenschappelijke naam van de soort is voor het eerst geldig gepubliceerd in 1974 door Ponder.